# Frederick Conrad von Holstein-Holsteinborg
Frederick Conrad von Holstein-Holsteinborg (* 26. Dezember 1704; † 1. November 1749) war ein königlich-dänischer Generalleutnant und Lehnsgraf von Holsteinborg sowie Erbherr auf Basnaes.

## Leben
Am 3. November 1719 wurde er Rittmeister im Leibregiment zu Pferd, drei Jahre später, am 9. Oktober 1722,
wurde er in die Leibgarde zu Pferd versetzt. Am 10. September 1734 ernannt ihn der König zu seinem Generaladjutanten und Kammerherren. Er wurde Oberst und erhielt das 5. Jütländischen Reiterregiments sowie das Oldenburgische Reiterregiments. Das Regiment kam in kaiserlichen Sold und er nahm am Rheinfeldzug von 1734 teil.
Am 20. Januar 1739 wurde er zum Generalmajor und am 4. Oktober 1747 zum Generalleutnant ernannt. Im gleichen
Jahr erhielt er den Danebrog-Orden und wurde auch noch Geheimrat. Er starb bereits im Jahr 1749.

### Familie
Er war der Sohn des Grafen Adolf von Holstein-Holsteinborg (* 14. April 1664; † 25. August 1737) aus der Linie Fürstenberg und dessen Ehefrau Gräfin Christina Sophie von Reventlow (* 30. Oktober 1672; † 7. Juni 1757). Die dänische Königin Anna Sophie von Reventlow war die Halbschwester seiner Mutter, der General Christian Detlev von Reventlow ihr Bruder.
Er heiratete am 22. Juni 1729 Lucie Henriette von Blome (* 26. Juli 1713; † 16. April 1772) zu Farve und Waterneversdorff, sowie Dame des Ordre de l’union parfaite. Sie war die Tochter von Heinrich von Blome und Elisabeth von Rantzau. Das Paar hatte mehrere Kinder, darunter:
- Heinrich (* 28. September 1748; † 27. Juli 1796) ⚭ 1781 Friederica Christiane Marie von Rantzau (* 4. Oktober 1762; † 17. November 1831):
- Christine Sophie (* 23. November 1740; † 16. März 1772)

⚭ 1757 Adolph Friedrich Gottlieb von Castell-Remlingen (* 22. Februar 1735; † 10. Juli 1762)
⚭ Gustav Gotthardt von Blücher (* 3. Juni 1737; † 30. Dezember 1808) Bruder von Gebhard Leberecht von Blücher
- Lucie Charlotte Amalie (* 27. August 1746; † 28. Mai 1810) ⚭ 1762 Christoph von Blome (* 5. Februar 1741; † 9. Februar 1814) Geheimer Konferenzrat
- Cay Joachim Detlev (* 21. März 1742; † 9. Februar 1760)
- Christoph Conrad (* 8. Mai 1739; † vor 1759)
- Ulrik Henrik (* 1737; † vor 1757)
- Christian Frederik (* 8. November 1733; † vor 1753)
- Henriette Elisabeth (* 5. Januar 1732; † jung)